# Nécrose programmée
La nécroptose est une forme programmée de nécrose, cette dernière est également connue sous le nom de mort cellulaire inflammatoire. Classiquement, la nécrose est associée à une mort cellulaire non programmée résultant de dommages cellulaires ou d'infiltration par des agents pathogènes, contrairement à une mort cellulaire ordonnée et programmée : l'apoptose. La découverte de la nécroptose a montré que les cellules peuvent exécuter la nécrose de manière programmée et que l'apoptose n'est pas toujours la forme préférentielle de mort cellulaire. De plus, la nature immunogène de la nécroptose favorise sa participation dans certaines circonstances, comme l'aide à la défense contre les agents pathogènes par le système immunitaire. La nécroptose est bien définie comme un mécanisme de défense virale, permettant à la cellule de subir un «suicide cellulaire» d'une manière indépendante de la caspase en présence d' inhibiteurs de caspases virales (zVAD)  pour limiter la réplication du virus. En plus d'être une réponse à une maladie, la nécroptose a également été caractérisée comme une composante de maladies inflammatoires telles que la maladie de Crohn, la pancréatite et l'infarctus du myocarde,.